# 画仙紙

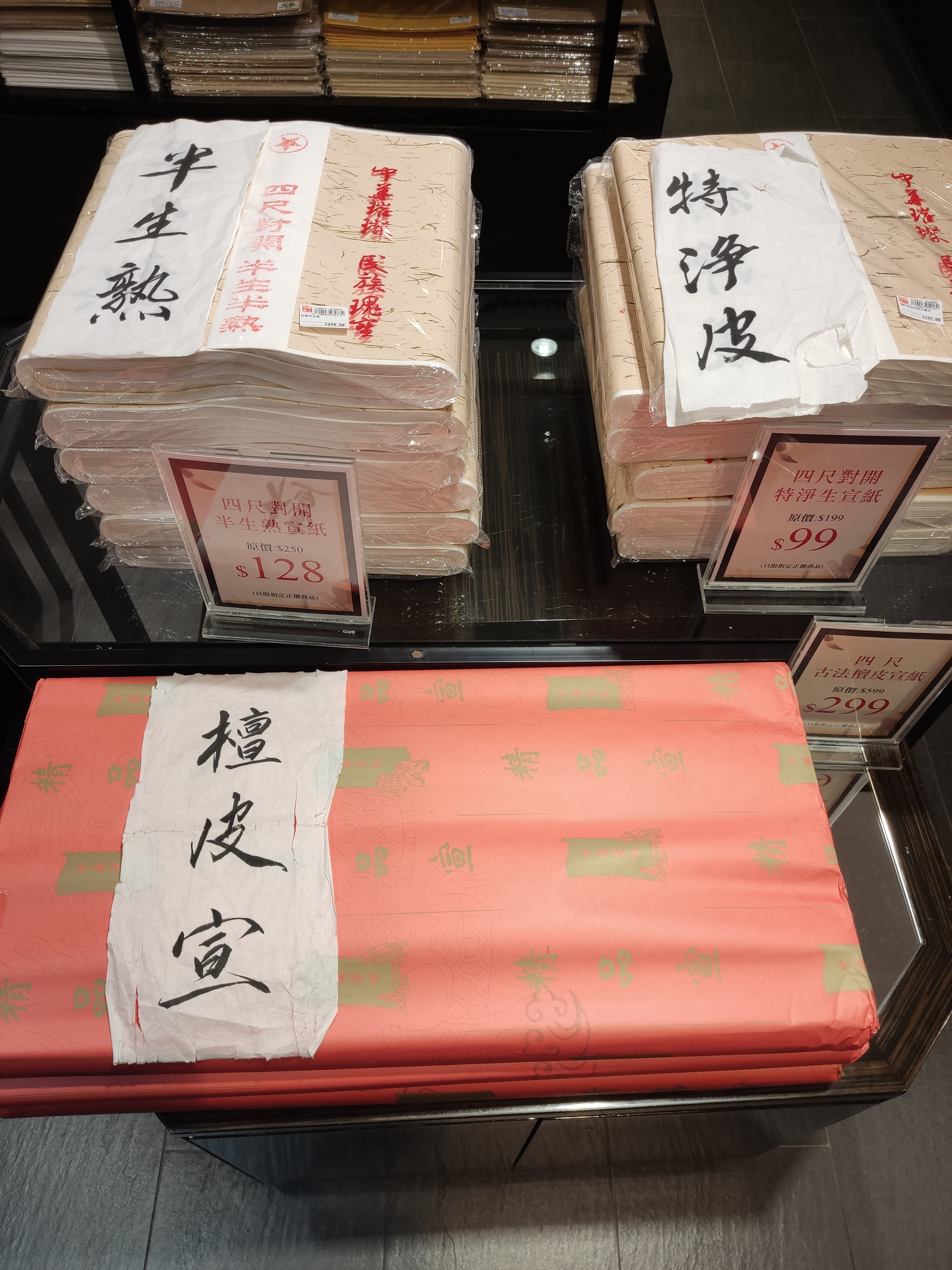
香港で販売されている宣紙。

画仙紙（がせんし）とは、書画に用いられる大判の用紙。色合いは白色のものが主である。雅仙紙・画箋・雅箋・雅宣・画牋とも書かれる。
墨の発色やにじみ・かすれの美といった書画表現を満たすために生み出された紙であり、大きさや厚さ、紙質などによってさまざまな種類に分けられる。
「画仙紙」という呼称は、宣紙と呼ばれる中国・宣州（宣城）産の上質書画紙から来ているという。日本では江戸時代以来、中国から輸入した書画紙が用いられたが、第二次世界大戦後これに倣った紙が各地で生産されるようになった。日本では中国製のものを本画仙と呼ぶのに対し、日本製のものを和画仙ともいう。日本の画仙紙には、甲州画仙、因州画仙、越前画仙、土佐画仙、伊予画仙などがある。

## 分類
大きさによって大画仙、中画仙、小画仙に分けられ、厚さによって単箋、二層、三層に分けられる。また、紙質によって煮硾箋（しゃついせん、しゃすいせん）、玉版箋（ぎょくはんせん、ぎょくばんせん）、羅紋箋（らもんせん）、豆腐箋（とうふせん）などがある。
日本では中国で言う小画仙が全紙と呼ばれ、書道用画仙紙の基準サイズとなっている。全紙（約70×136cm）を基準とし、全紙の縦半分切り（35×136）は半切（はんせつ）という。

## 宣紙

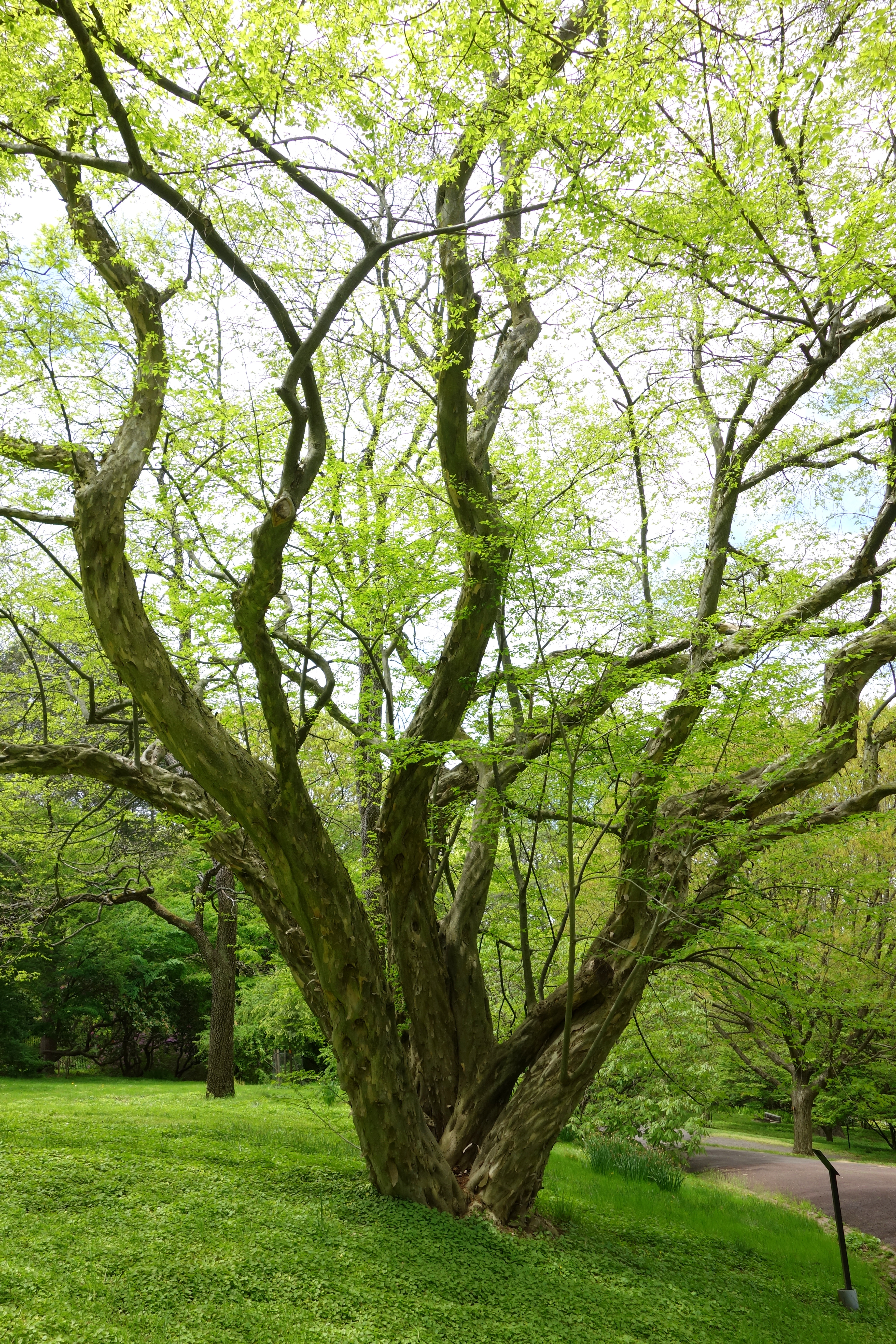
青檀

宣紙（せんし）は、中国安徽省の宣州（宣城、現在の涇県）で産出する書画紙を指す。
この地域には、良質な宣紙の原料になる青檀 (セイタン、Pteroceltis tatarinowii)  (zh:青檀) の木が自生する。この青檀の樹皮を主原料に、藁を加えて作られた紙が現在に続く宣紙のもとである。撥墨の佳さを求め、墨の持ち味、墨色の変化をよりよく表現できるように長年に渡る研究が続けられた結果開発された。
中国では大型の紙を総じて「書画紙」と呼ぶ。書画紙の中でも、伝統的産地である宣城（現在の「安徽省涇県烏溪地域」）で伝統手法に則り生産される紙を「宣紙」と呼ぶ。しかし、高名な“宣紙”のブランドを利用し、他産地の紙でもその土地の名を冠した「宣紙」と称する製品も古くからあり、福建省の「福建宣紙」が一例で且つ有名である。
涇県の「紅星牌」が最高の宣紙のブランドとされている。

## 日本の画仙紙
日本においては、書画用の和紙を「画仙紙」の名で呼ぶ。江戸時代、日本に輸入された中国製の紙（唐紙と総称された）のうち「画箋紙」などの名で呼ばれたものがあり、文人の間で用いられた。
第二次世界大戦後、中国からの紙の輸入が途絶する状況の中で、山梨県西嶋（現在は身延町）や鳥取県青谷町・佐治村（現在はともに鳥取市）、愛媛県川之江（現在は四国中央市）といった和紙産地において、中国風の書画用紙として「画仙紙」の製造が行われるようになった。
紙材はさまざまであり、甲州画仙ではミツマタの古紙と稲わら、因州画仙では木材パルプと藁（稲わら・麦わら）がおもに用いられる。ショウガなど非木材繊維も用いられることもある。
台湾や中国本土各地、フィリピンなどで、日本式の画仙紙に似た紙の生産が行われており、安価な画仙紙として日本にも輸入されている。